# Louis Delasiauve
Louis Jean François Delasiauve (n. 14 octombrie 1804, Garennes, Haute-Normandie, Franța – d. 5 iunie 1893, Paris, Franța) a fost un psihiatru francez.

## Biografie
În 1830 și-a obținut doctoratul la Paris, iar în următorii opt ani a practicat medicina în Ivry-la-Bataille. Ulterior a lucrat la Spitalul Bicêtre⁠(d), iar mai târziu a devenit director la Salpêtrière, unde a lucrat cu pacienți epileptici și cu deficiențe mentale. Unul dintre cei mai cunoscuți asistenți ai săi a fost Désiré-Magloire Bourneville⁠(d) (1840–1909).
Delasiauve a fost un pionier al psihiatriei infantile și un susținător al educației pentru persoanele cu handicap mintal. Este cel mai bine cunoscut pentru cercetările sale asupra epilepsiei, fiind creditat pentru descrierea a trei tipuri distincte de boală:
- Epilepsie idiopatică: absența leziunilor fizice; în principiu o adevărată tulburare nevrotică.
- Epilepsie simptomatică: Leziunile cerebrale sunt prezente; convulsiile fiind un simptom și nu boala.
- Epilepsie simpatică: Produsă prin iradierea unor impresii anormale care își pot avea sediul în toate părțile corpului, cu excepția sistemului nervos central.

Cartea sa Traité de l'épilepsie; histoire, traitement, médecine légale a fost tradusă în germană de anatomistul Friedrich Wilhelm Theile⁠(d) ca Die Epilepsie (1855).